# Joseph Fahnbulleh
Joseph Fahnbulleh (* 11. September 2001 in Hopkins, Minnesota) ist ein liberianisch-US-amerikanischer Leichtathlet, der sich auf den Sprint spezialisiert hat und seit Juni 2021 für Liberia startberechtigt ist. 2024 wurde er Afrikameister im 100- und 200-Meter-Lauf.

## Sportliche Laufbahn
Joseph Fahnbulleh studierte von 2019 bis 2022 an der University of Florida und wurde in den Jahren 2021 und 2022 NCAA-Collegemeister im 200-Meter-Lauf sowie 2022 auch über 100 Meter. 2021 startete er für Liberia bei den Olympischen Sommerspielen in Tokio und belegte dort mit 19,98 s im Finale den fünften Platz. Zudem war er gemeinsam mit der Hürdenläuferin Ebony Morrison Fahnenträger seiner Nation bei der Eröffnungsfeier. Im Jahr darauf erreichte er auch bei den Weltmeisterschaften in Eugene das Finale über 200 Meter und gelangte dort mit 19,84 s auf Rang vier. Im September siegte er dann in 20,07 s beim Hanžeković Memorial. 2023 wurde er bei den Bislett Games in 20,23 s Dritter über 200 Meter und belegte dann bei den Weltmeisterschaften in Budapest in 20,57 s im Finale den neunten Platz. Im Jahr darauf gewann er mit der liberianischen 4-mal-100-Meter-Staffel in 38,73 s gemeinsam mit John Sherman, Emmanuel Matadi und Jabez Reeves die Bronzemedaille bei den Afrikaspielen in Accra hinter den Teams aus Nigeria und Ghana. Im Mai wurde er bei den World Athletics Relays auf den Bahamas in 38,65 s Zweiter im A-Lauf in der 2. Qualifikationsrunde über 4-mal 100 Meter für die Olympischen Spiele in Paris und sicherte damit dem liberianischen Team einen Startplatz. Im Juni siegte er in 10,13 s und 20,25 s über 100 und 200 Meter bei den Afrikameisterschaften in Doula und gewann damit das . Im August belegte er bei den Olympischen Sommerspielen in Paris in 20,15 s im Finale den siebten Platz über 200 Meter und verpasste mit der Staffel mit 38,97 s den Finaleinzug.

## Persönliche Bestleistungen
- 100 Meter: 9,98 s (+1,6 m/s), 15. April 2023 in Gainesville
  - 60 Meter (Halle): 6,73 s, 6. Februar 2021 in Columbia
- 200 Meter: 19,83 s (+0,6 m/s), 10. Juni 2022 in Eugene (liberianischer Rekord)
  - 200 Meter (Halle): 20,32 s, 27. Februar 2021 in Fayetteville